# Serin proteasi
Le serin proteasi (o proteasi a serina) sono una classe di proteasi che basano il loro meccanismo di catalisi sulla presenza della serina, particolarmente reattiva ed essenziale per la loro attività enzimatica. Questi enzimi catalizzano l'idrolisi di legami peptidici tra il gruppo amminico e il gruppo carbossilico presenti all'interno della struttura proteica. Sono enzimi con molteplici attività tra cui: la digestione del cibo, la contribuzione diretta alla formazione di coaguli, contrasto alle infezioni e facilitazione della fecondazione. 
Il  sito attivo di ogni serin proteasi è costituito da residui di serina (Ser), di istidina (His) e di aspartato (Asp) legati mediante legami a idrogeno. Questi legami sono possibili grazie alla vicinanza nella struttura tridimensionale del gruppo imidazolico dell'istidina con il gruppo ossidrilico della serina, anche l'acido aspartico è vicino al gruppo dell'istidina ma dal lato opposto della serina. Assumendo tale disposizione si facilita il passaggio di protoni e di cariche all'interno del sito attivo dell'enzima: l'istidina è in posizione per fungere da base e rimuovere il protone dal gruppo ossidrilico della serina; attraverso questo cambiamento la serina diventa molto più reattiva e può, in vicinanza di legami peptidici, formare un nuovo legame con il carbonio presente nelle proteine. La carica negativa dell'acido aspartico serve per stabilizzare la catena laterale attiva dell'istidina. 
In particolar modo, un estere (RCOOR') o un'ammide (NH2COR, NHRCORʾ, NRʾRʾʾCORʾʾʾ) si legano al gruppo -OH della serina liberando un alcol (ROH) o un'ammina (RNH2, RNHRʾ, RNRʾRʾʾ). In presenza di acqua si ha la rottura del legame con la serina liberando acido carbossilico.

## Tipi di serin proteasi
Appartengono a questa classe i seguenti enzimi:
- Tripsina
- Chimotripsina
- Elastasi
- Trombina
- Subtilisina
- Plasmina
- Collagenasi
- Relina

Gli enzimi principali appartenenti a questa classe, come tripsina, chimotripsina e elastasi, sono strettamente omologhi, infatti le loro strutture primarie sono identiche per circa il 40%. Tutti questi enzimi hanno una Ser attiva e una His cataliticamente essenziale localizzate nel sito attivo che lega un residuo di acido aspartico che è immerso in una tasca non accessibile al solvente. Questi tre residui formano una triade catalitica, collegata da legami ad idrogeno, nel seguente modo: SERINA 195-LEGAME H-ISTIDINA 57-LEGAME H-ASPARTATO 102.

## Meccanismo catalitico
La considerevole uguaglianza strutturale del sito attivo delle serin proteasi implica che i meccanismi catalitici siano simili; infatti, esse seguono tutte il seguente meccanismo catalitico:
1. Dopo che l'enzima ha legato il substrato, la Ser 195 attacca nucleofilicamente il gruppo carbonilico del legame suscettibile per formare un intermedio tetraedico (catalisi covalente);
2. L'anello imidazolico dell'His 57 lega il protone che si libera dal legame precedente, formando lo ione imidazolico (catalisi basica generale)
3. Questi processi sono favoriti dall'effetto polarizzato del gruppo carbossilico ionizzato dall'Asp 102, che forma un legame idrogeno con l'His 57 (catalisi elettrostatica);
4. l'His 57 cede il protone precedentemente acquisito (catalisi acida generale) promuovendo la rottura dell'intermedio tetraedico con l'eliminazione dell'intermedio acil-enzima (processo di acetilazione);
5. Il gruppo amminico che si viene a formare (R'NH2) viene rilasciato dall'enzima e sostituito con una molecola d'acqua presa dal solvente;
6. La deacetilazione avviene con un meccanismo inverso a quello di formazione dell'intermedio: l'acqua agisce da nucleofilo che attacca la Ser 195 ed il gruppo carbossilico ad essa legata viene rilasciato dall'enzima ed, infine, quest'ultimo viene anch'esso rilasciato.